# AER (motocicleta)
AER fou un fabricant de motocicletes britànic amb seu a Liverpool. El nom li venia de les inicials del fundador, Albert E. Reynolds, un concessionari de Scott que va començar a produir motocicletes d'alta qualitat dissenyades per ell mateix. Fundada el 1937 amb el nom d'AE Reynolds Ltd., l'empresa va abandonar la producció de motocicletes en esclatar la Segona Guerra Mundial.

## Història
Reynolds havia estat determinant per al desenvolupament d'una sèrie de versions especials "de luxe" de motos Scott produïdes entre 1931 i 1934. El fet que la Scott "triple" no s'arribés a desenvolupar i que la firma no estigués interessada en la seva idea de fabricar motocicletes de 125 cc el va decebre i va decidir d'establir-se com a productor independent. La primera AER, amb motor bicilíndric unitari, s'anomenava Reynolds Special. El motor, de dos temps de 340 cc i amb refrigeració per aire, era d'aliatge i duia els revestiments del cilindre premsats. La culata i el bloc eren cadascun d'una peça i el càrter estava format per quatre peces de fosa amb passatges d'aire entre els cilindres que ajudaven a refrigerar-los. El model de producció es va llançar el 1938 i incorporava l'encesa mitjançant volant magneto, amb la dinamo davant del càrter.
El 1939, Reynolds va desenvolupar motocicletes amb motors Villiers de 249 i 350 cc. En un reportatge sobre el model de 250 cc aparegut a l'exemplar del 30 de novembre de 1939 de la revista Motor Cycling, s'informava que «el seu encant radica en la seva excel·lent direcció i subjecció a la carretera que donaven una sensació de confiança suprema en carreteres greixoses i convidaven a fer virades ràpides». Es pot veure una AER de 250 cc al Museu de Liverpool.
La producció de les AER es va acabar amb l'esclat de la Segona Guerra Mundial. Després de la guerra, Reynolds va tornar a la venda i manteniment de motocicletes.